# Teenage dream
Teenage dream（ティーネージ ドリーム）はDEENの6thシングル。シングル表題曲としては初めてフルコーラスのPVが制作された。

## 収録曲
1. Teenage dream
作詞:坂井泉水 作曲:栗林誠一郎 編曲:葉山たけし
後に、ZARDがシングル「愛が見えない」のカップリングにて、セルフカバー。[1]
TBS系列『COUNT DOWN TV』オープニングテーマ（1995年3月〜1995年4月）
日本テレビ系列『第15回全国高等学校クイズ選手権』イメージソング
2. Run Around
作詞･作曲:池森秀一 編曲:葉山たけし
東京MXテレビ『東京NEWS』テーマソング（1995年11月〜1996年3月）
3. Teenage dream（Original Karaoke）
4. Run Around（Original Karaoke）

## 収録アルバム
Teenage dream
- 『I wish』
- 『SINGLES+1』
- 『Ballads in Blue〜The greatest hits of DEEN〜』
- 『It's TV SHOW!!』
- 『FUN Greatest Hits of 90's』
- 『DEEN PERFECT SINGLES +』
- 『DEEN The Best キセキ』※アレンジ、新録音して収録
- 『マリアージュ』※アレンジ、新録音して収録
- 『DEEN at 武道館〜15th Anniversary Greatest Singles Live〜』
- 『DEENAGE MEMORY -20周年記念ベストアルバム-』
- 『DEEN The Best FOREVER 〜Complete Singles +〜』

Run Around
- 『Another Side Memories〜Precious Best〜』